# Портильо, Хавьер
Хавье́р Гарси́я Порти́льо (исп. Javier García Portillo; род. 30 марта 1982[…], Аранхуэс, Мадрид) — испанский футбольный нападающий.

## Карьера

### В клубах
Портильо — воспитанник «Реал Мадрида». За юношеские команды «сливочных» он забил более 700 голов, что является лучшим результатом в истории клуба. Многие считали его футболистом, более талантливым чем Рауль. За основную команду «галактикос» Хавьер дебютировал 20 марта 2002 года, выйдя на замену Фернандо Морьентесу в гостевом матче второго группового этапа Лиги чемпионов против «Панатинаикоса». В той же игре он забил свой первый гол, поразив сильным ударом с 25 метров ворота Адониса Никополидиса, установив тем самым окончательный счёт 2:2. В следующем сезоне во всех турнирах за «Реал» Портильо провёл 23 игры, в которых отличился 14 раз, оформив, среди прочего, дубль в дебютной для себя игре в Примере, однако в сезоне 2003/04 на его счету числились лишь 2 мяча в 29 встречах. При этом 3 октября 2003 года клуб продлил с ним контракт до июня 2007 года, установив сумму отступных за игрока в размере €36 000 000. За этот период в составе клуба он выиграл Межконтинентальный кубок, Лигу чемпионов, Суперкубок УЕФА, Суперкубок и чемпионат Испании. Летом 2004 года новый тренер «Реала» Хосе Антонио Камачо решил отдать Хавьера, на которого он не рассчитывал, в аренду: из двух вариантов с лондонским «Арсеналом» и итальянской «Фиорентиной» был выбран второй.
Руководство «фиалок» лишь полгода смогло арендовывать испанца, забившего в 18 играх 4 гола за клуб, так как им необходимо было разгружать бюджет для покупки Адриана Муту. К тому же, после продажи Морьентеса в «Ливерпуль» новому тренеру мадридцев Вандерлею Лушембурго был нужен четвёртый нападающий после Роналдо, Рауля и Майкла Оуэна. Безрезультатно появившись в 4 играх команды в том сезоне, Портильо был отдан в аренду на сезон 2005/06 в бельгийский «Брюгге», хотя были варианты с «Пармой» (на замену Альберто Джилардино), «Сарагосой» (на замену Давиду Вилье), а также «Бетисом» и «Малагой». В сезоне 2005/06 Портильо с «сине-чёрными» занял непривычно низкое для клуба третье третье место в чемпионате и финишировал третьим в групповом турнире Лиги чемпионов, забив по голу в ворота «Баварии» и венского «Рапида», а также отличившись в проигранном противостоянии с «Ромой» в 1/16 финала Кубка УЕФА.
Летом 2006 года новичок примеры «Химнастик» из Таррагоны приобрёл Портильо у «Реала», оставив за сливочными право первого выкупа нападающего. 11 голов Хавьера в чемпионате 2006/07 не помогли «Настику» сохранить прописку в элитном дивизионе, что побудила форварда искать новую команду, которой стала «Осасуна», предложившая свой четырёхлетний контракт.
Со второй половины сезона 2009/10 Портильо играет за «Эркулес» из Аликанте, вместе с которым они вышли в тот же год в Примеру и заняли там предпоследнее, лишающее права играть в «элите» место.
В Сегунду Хавьер вернулся в составе «Лас-Пальмаса», а с сезона 2012/13 играл в этой лиге за «Эркулес». В сезоне 2015/16 был подвергнут критике со стороны болельщиков за свою игру, поскольку в 13 матчах Портильо не сумел забить ни одного мяча, поэтому закончил карьеру 28 декабря 2015 года.

### В сборных
В составе молодёжной сборной Испании в 2002—2003 годах Портильо провёл 10 игр, в которых забил 5 мячей, но на свой чемпионат Европы то поколение не попало.

## Достижения

### Командные
Как игрока «Реал Мадрида»:
- Межконтинентальный кубок:
  - Победитель: 2002
- Суперкубок УЕФА:
  - Серебряный призёр: 2002
- Лига чемпионов УЕФА:
  - Победитель: 2001/02
- Суперкубок Испании:
  - Победитель: 2003
- Чемпионат Испании:
  - Чемпион: 2002/03
  - Второе место: 2004/05
- Кубок Испании:
  - Финалист: 2003/04

Как игрока «Брюгге»:
- Чемпионат Бельгии:
  - Третье место: 2005/06

Как игрока аликантского «Эркулеса»:
- Сегунда Испании:
  - Второе место: 2009/10 (выход в Примеру)

### Личные
Как игрока «Брюгге»:
- Чемпионат Бельгии:
  - Лучший иностранный игрок: 2005/06